# Catedral de Beauvais
La catedral de San Pedro de Beauvais es un templo católico situado en la localidad de Beauvais, al norte de Francia, en el valle de Thérain de Picardie, en la intersección de las carreteras que conducen a Amiens, Soissons y París. Es la sede del obispado de Beauvais, Noyon y Senlis. Es, en algunos aspectos, el logro más audaz de la arquitectura gótica. Construida sobre un templo carolingio del siglo IX, la catedral está incompleta, ya que solo se terminaron el crucero, el coro y el ábside, formado por siete capillas absidiales y girola.

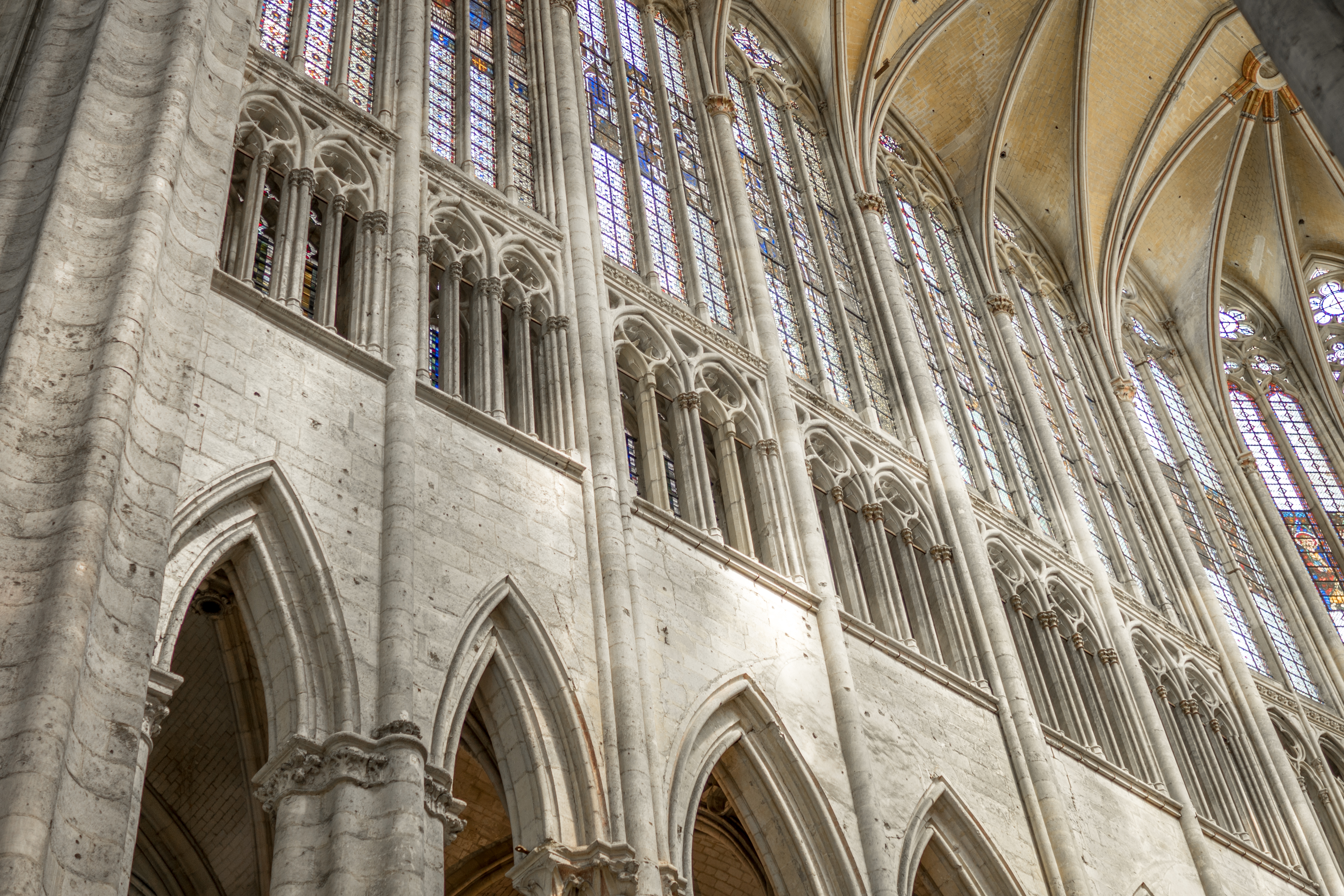
Interior de la catedral

## Introducción
El obispado de Beauvais fue fundado, según la leyenda, por san Luciano, su primer obispo, en el siglo III d. C. A lo largo de los siguientes siglos se construyeron una serie de iglesias sobre la tumba del santo, en el lugar en el que hoy en día se encuentra la catedral. La última de las iglesias construidas fue la llamada Basse Oeuvre, durante la segunda mitad del siglo X; algunos restos aún se conservan en el extremo occidental de la catedral original. Un incendio en el año 1180 y otro en 1225 causaron graves daños en ella y, tras el segundo, se decidió sustituir la antigua iglesia por una nueva catedral gótica. Esta sería una de las últimas construidas en la región de Picardía.
El cabildo de la catedral y el obispo Milón de Nantueil (1217-1234) fueron los que encargaron el proyecto del nuevo templo, que estaría dedicado a san Pedro. Pensaron una catedral llamada a convertirse en la más grande y alta en el mundo. Lo segundo se consiguió, pues aún a día de hoy tiene la bóveda más alta construida en una catedral gótica.
Para Stephen Murray, quien ha pasado cuatro décadas estudiando la catedral de Beauvais, la construcción pudo ser un desafío a la Corona francesa. Los enfrentamientos entre los poderosos barones aliados del obispo y la burguesía aliada del rey eran típicos de la época. Milón de Nanteuil estaba relacionado con los nobles que se rebelaron contra el rey Luis VIII e incluso, sin éxito, intentaron secuestrar a su hijo Luis IX. Construyendo esta catedral, el obispo quizás quería hacer valer su independencia frente al rey, pero debido a la falta de fondos y los graves defectos en la construcción, estos planes se lograron sólo en parte.
Aunque la catedral está sin terminar (tras varios derrumbes y reconstrucciones se abandonaron los esfuerzos por terminarla), y a pesar de que sólo el crucero y el coro se mantienen en pie, sigue siendo uno de los edificios góticos más impresionantes del mundo. Los arquitectos de Beauvais transgredieron los límites de la técnica llevando a cabo un valiente experimento usando nuevas técnicas de construcción. El experimento fracasó cuando el diseño superó la viabilidad técnica e incluso hoy en día los especialistas siguen luchando con los problemas de estabilidad de la catedral.
Como explica José Pijoan: En arte hay un onceno mandamiento: no imaginarás sin razonar. La catedral de Beauvais no es un límite hasta donde se puede llegar, sino un más allá por el que forzosamente se tiene que sucumbir.

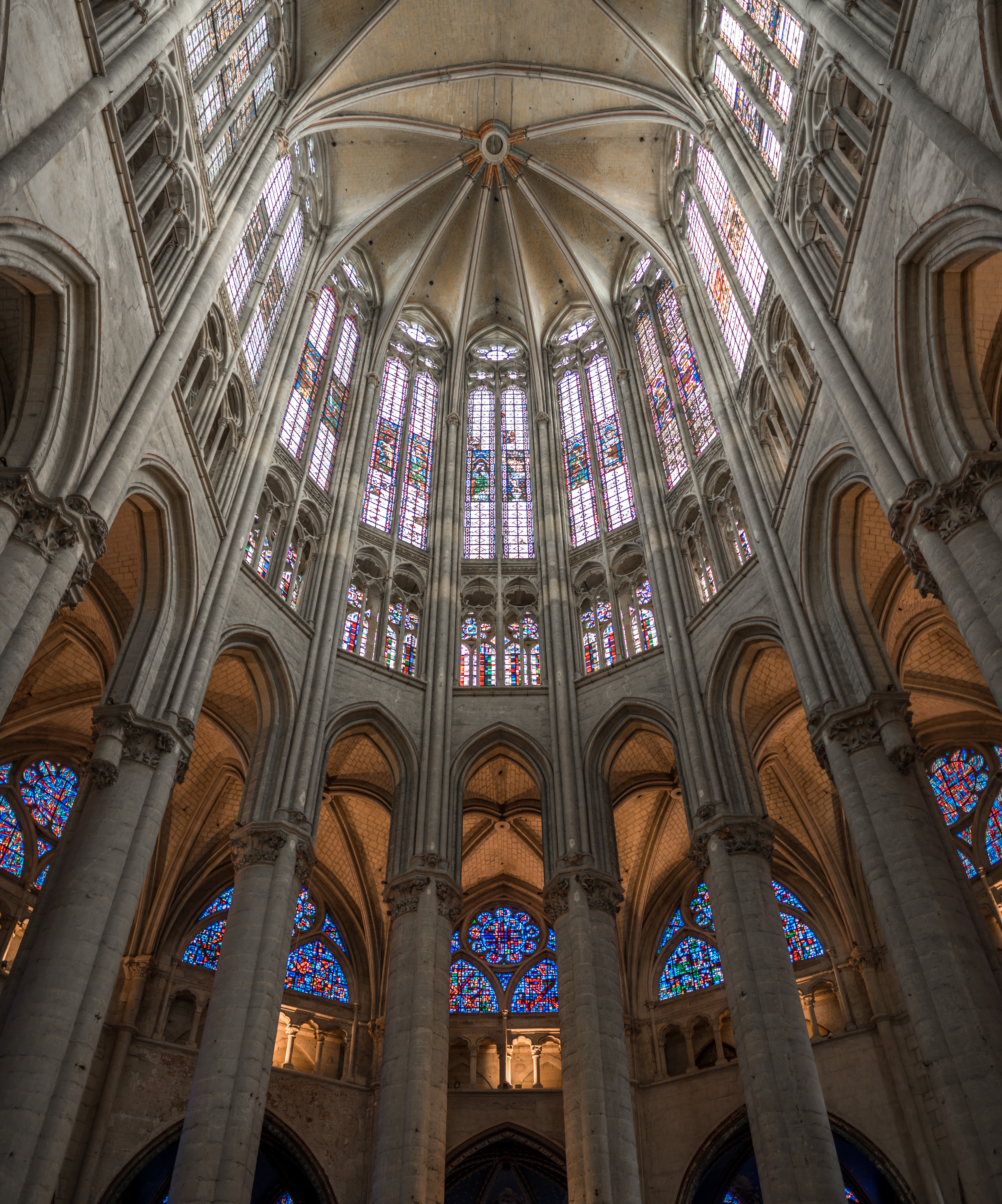
Vidrieras de la catedral

## El Gótico y la arquitectura

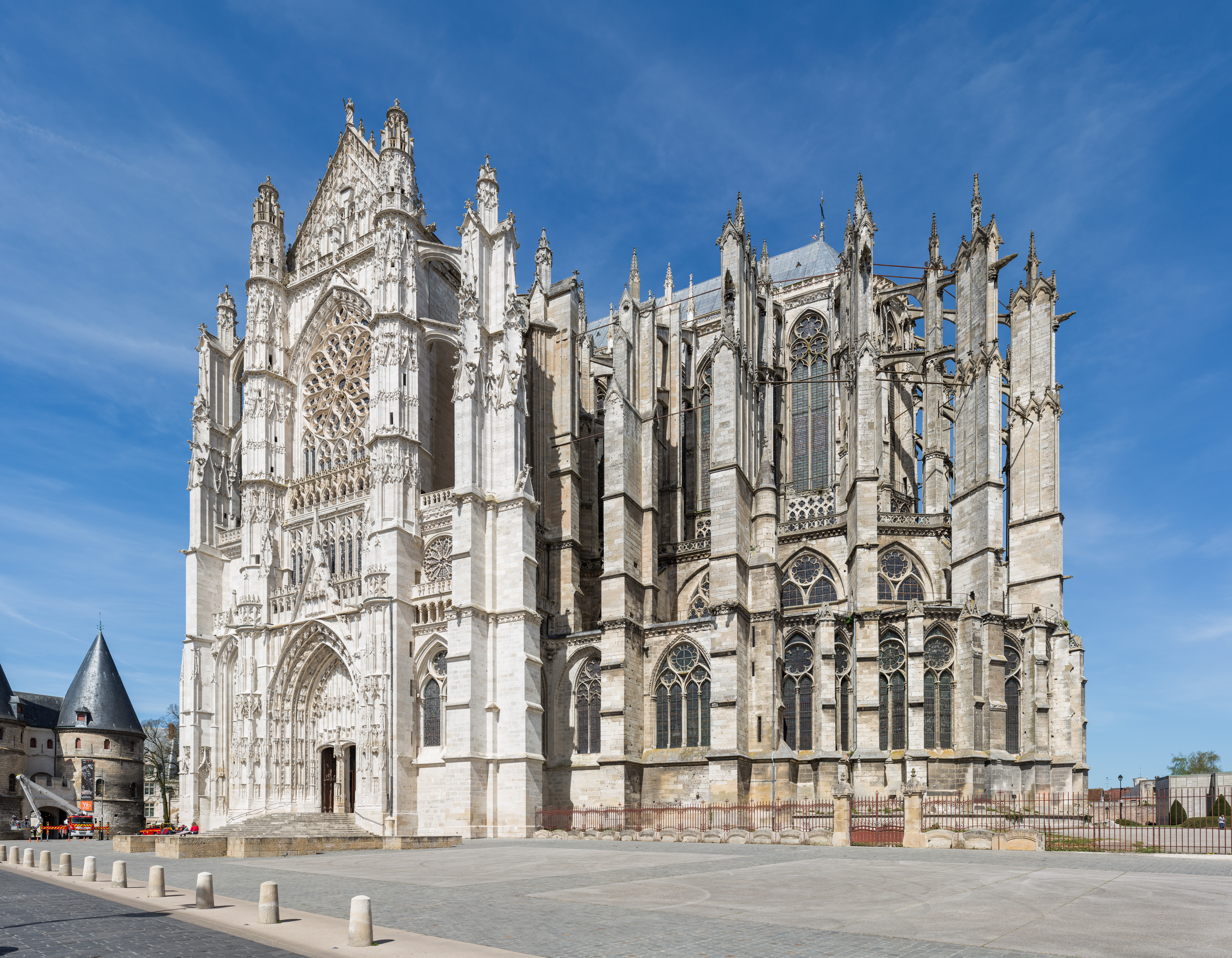
Fachada exterior de la catedral de Beauvais

El término “Gótico”, con el cual se suele denominar el periodo artístico entre mediados del siglo XII y finales del XIV, carece tanto de significado histórico como de referencia directa hacia los godos, civilización de la antigua Alemania.
“Gótico” es una palabra de origen renacentista y pretende significar generalmente “bárbaro”, o bien salvaje destructor de la tradición clásica; por lo tanto se puede considerar una palabra despectiva, que se presenta como el término al que el movimiento del Renacimiento busca contraponerse, considerándose a sí mismo restaurador de la antigua grandeza clásica.
Podemos afirmar con convicción que fue Giorgio Vasari, quien “lanzó el desdichado adjetivo de gótico [...]; un estilo supuestamente iniciado en Alemania, estilo que, según él, inventaron los godos y, por lo tanto, debía llamarse gótico”.
Una vez perdida la carga peyorativa y revalorizado el arte Gótico, sobre todo gracias a los estudios dedicados a la Edad Media por parte del movimiento romántico, la palabra “gótico” se usa para designar las características estilísticas de una época concreta, sin prejuicios positivos o negativos.
Históricamente, el arte gótico coincide con el comienzo de la crisis de los imperios y el surgir de las monarquías nacionales, que organizan sólida y burocráticamente el estado contraponiéndose al poder del que gozaba anteriormente la vieja nobleza feudal y aliándose con la ciudadanía burguesa, como sucedió en Francia. Esta organización estatal monárquica se justifica también gracias a los nuevos sistemas filosóficos, particularmente gracias a aquel de Santo Tomás de Aquino según el cual, siguiendo una idea aristotélica “el hombre es por naturaleza un animal social” y como tal tiende a agregarse socialmente, “pero no puede existir una vida social en una multiplicidad sin el gobierno de uno solo que busque el bien común [...]; el bien comunal predomina sobre aquel individual”.
El arte Gótico se desarrolla ampliamente en todos los ámbitos, desde la arquitectura hasta la escultura, desde la pintura hasta la miniatura, la orfebrería, la tapicería, etc. Pero es a la arquitectura a la que se dedican los mayores esfuerzos, porque es esta la que, con la grandeza de sus construcciones exhibe el prestigio y la superioridad intelectual y económica de esta sociedad, contraponiéndose a la arquitectura de pequeñas iglesias de periodos anteriores.
El Gótico nace en Francia con casi un siglo de anticipo respecto a los demás países europeos. Alrededor del 1140 el abad de Saint-Denis, Suger, comienza la construcción del ábside de su iglesia, que hoy en día se considera la primera obra gótica. El abad Suger, potente consejero del Rey de Francia, entendió la arquitectura como un medio para llegar a Dios:
"Todas las cosas que existen en la tierra fueron creadas por Dios, y su manipulación técnica y el uso de la inteligencia humana para transformarlas acerca el individuo a Dios. Cuanto mayor sea el nivel de dificultad del trabajo, mayor será la recompensa".
Frente a la esencialidad simple y pobre de los espacios característica del periodo precedente, el abad Suger expresa la potencia de la monarquía francesa, manifiesta tanto en la riqueza decorativa, escultórica y pictórica, como en novedosos elementos (vidrieras de colores). El edificio gótico, jugando entre verticalidad y luminosidad, se convierte en un contenedor de la divinidad, y el sentido de ingravidez que se aprecia en él es imagen del Cielo.
La construcción de la catedral de Beauvais coincidió con el ascenso al trono de Luis IX de Francia, y constituye el comienzo del gótico radiante (en francés, rayonnant). El temperamento del promotor, Milón de Nanteuil, no pudo soportar con indiferencia las grandes catedrales que se levantaban en lugares como París, Amiens o Reims y en el 1225 decidió comenzar a erigir una catedral que fuese más alta que las que se estaban construyendo.
Los herederos de Milón, Renato y Thibaut de Nanteuil prosiguieron con la construcción de la obra, pero cuando se acabó su dinastía las labores fueron paralizadas y todo el esfuerzo se dedicó a consolidar aquello que los Nanteuil habían construido. A finales del siglo XIII, dos contrafuertes del ábside se rompieron y cayeron varias bóvedas del coro, pero casi cuarenta años más tarde, “Reducida a un simple coro-ábside de elevación prodigiosa”, la iglesia fue reforzada por completo. A fines del siglo XV, el arquitecto más famoso de la época, Martín Chambiges, continuó la construcción de la obra y sólo a mediados del XVI decidieron levantar una flecha-torre en el crucero, una vez más demasiado alta para su completa estabilidad (153 metros), desplomándose en 1573.
Beauvais era una de las ciudades más florecientes del norte de Francia y cuando se emprendió la construcción de la catedral los planteamientos arquitectónicos fueron muy superiores a los de todas las catedrales anteriores y contemporáneas; como veremos más adelante, se persigue una altura de 48 metros, una cifra impresionante para la época, que incluso hoy en día puede parecer asombrosa. Es probable que el peso económico soportado por la ciudad, debido a las múltiples reestructuraciones y restauraciones que siguieron a los desplomes y a los subsiguientes problemas estructurales, incidiera decisivamente en la pérdida de su antiguo auge y consecuentemente implica el punto final de la experimentación que lleva implícita el Gótico.
Amiens y Beauvais suponen el último peldaño de la gran arquitectura gótica francesa, donde la verticalidad y la luz -grandes anhelos del gótico- alcanzan su máximo esplendor. Como novedad, el muro exterior del triforio es calado por lo que la nave central se ilumina también mediante el piso intermedio. Las arquerías se elevan mediante arcos extremadamente apuntados y el claristorio se hace enormemente alto, con lo que la altura total de la bóveda roza los 50 metros en el caso de Beauvais.
En Beauvais, además, podemos apreciar elementos del Gótico pleno (las bóvedas sexpartitas), del Gótico radiante (grandes vidrieras y rosetones con tracería en forma de rueda), y del Gótico flamígero (la portada sur del crucero, donde las líneas ornamentales adquieren perfil de llama). Es por tanto una síntesis de las distintas etapas del Gótico, aunque predomina el estilo radiante: en esta fase, la luz adquiere el total protagonismo ya que se desmaterializa el muro en detrimento de la altura para colocar vidrieras, mediante rosetones o grandes vanos con tracerías.

## Exterior de la catedral

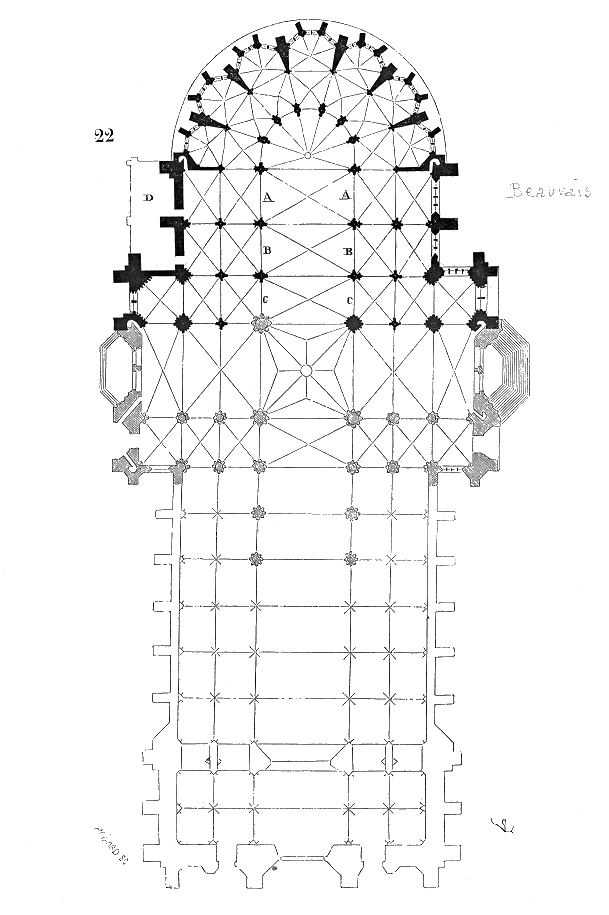
Planta de la catedral; la sección más clara muestra la nave (nunca construida).

San Pedro de Beauvais se eleva sobre el suelo hasta los 48 metros, muy por encima de las casas que la rodean. El edificio es imponente pese a su estado inconcluso. En efecto, a esta catedral se la ha comparado con uno de los torsos descabezados pertenecientes a la escultura clásica, y esto se debe a que tan sólo se trata de un coro con ábside y un transepto. Falta la nave que debía completar la obra hacia al oeste.
Pese a su estado inacabado, la catedral de Beauvais no desmerece, pues sus proporciones la convierten en una construcción espectacular. La bóveda del coro alcanza los 48 metros de altura, el transepto mide 58 de un extremo a otro y la distancia desde el fondo del ábside hasta la fachada que cierra el espacio en el que debería arrancar la nave mide aproximadamente 58 metros. La bóveda descarga sobre una serie de colosales contrafuertes al más puro estilo gótico: esbeltos, rematados con agujas y decorados con gárgolas que representan a criaturas infernales. Aunque la catedral pertenece en esencia al gótico radiante, las agujas que rematan los contrafuertes son más propias del gótico flamígero, como también lo son las fachadas del transepto, de las que hablaremos más tarde.
El espacio que debería llenar la nave está ocupado por una obra anterior: la Basse Oeuvre, una iglesia anterior al inicio de la construcción de la catedral que en principio debía ser sustituida por esta. Sin embargo, al abandonarse su construcción, la catedral quedó unida a esta antigua iglesia románica y ahora ambas construcciones forman un todo.
Entre los contrafuertes pueden apreciarse las grandes vidrieras propias del estilo radiante, que dejan paso a la luz creando juegos de colores en el interior.
La construcción tardía del crucero supuso uno de esos cambios de estilo tan comunes en este tipo de construcciones: San Pedro de Beauvais había inaugurado el Gótico radiante, pero en el momento de la construcción de las fachadas triunfaba el Gótico flamígero.
En este estilo, las formas ya de por sí barrocas del Gótico radiante se complican aún más. La piedra se retuerce creando formas caprichosas que recuerdan las llamas, con un auge de lo estético sobre lo estructural. Uno de los elementos que sufrió un mayor cambio es el rosetón. En el flamígero, aumentan de tamaño y adquieren formas mucho más complicadas. La primera consecuencia de este cambio es estructural: los rosetones no son elementos de sustento efectivos, por lo que el aumento de su tamaño implica una mayor inestabilidad.

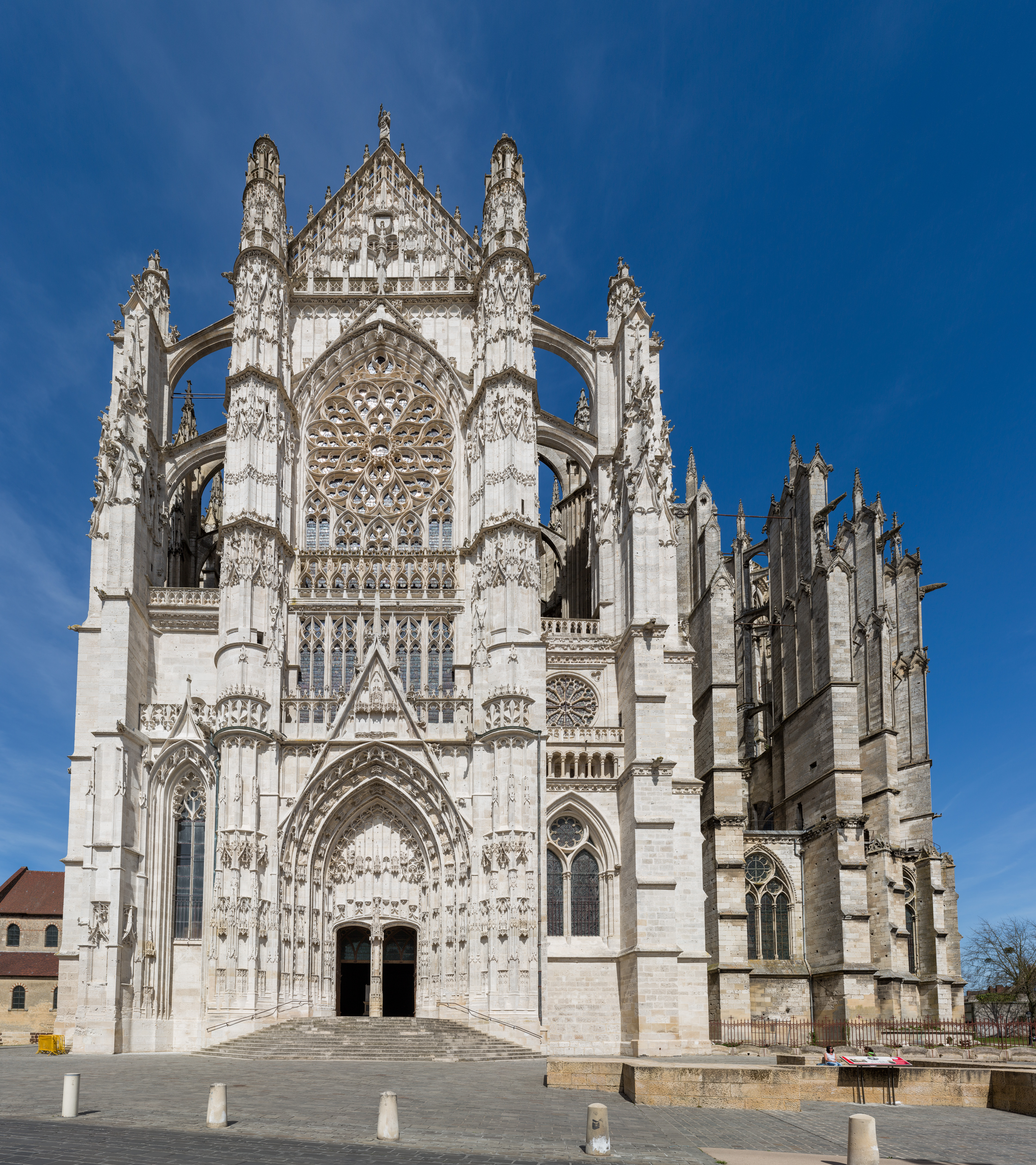
Fachada sur.

En este estilo se enmarcan las fachadas del transepto. Dichas fachadas fueron construidas por Martín Chambiges en el siglo XVI. Desde entonces, la fachada sur ha servido de pórtico principal a la catedral. Las puertas de madera de este pórtico muestran escenas de la vida de san Pedro y san Pablo y se enmarcan ya en el Renacimiento.
En 1605 fue construida una pared que cerraba la catedral en el espacio donde debería arrancar la nave. Este muro, en inicio provisional, ha sido el cerramiento de la catedral hasta el día de hoy.
Sin embargo, la catedral de Beauvais no siempre ha tenido su aspecto actual: una gran flecha fue construida sobre el crucero. Esta torre se alzaba hasta los 153 metros, la misma altura que la Gran Pirámide, convirtiéndose en el momento de ser terminada (1567) en la segunda estructura más alta del mundo. Sin embargo, se desplomó el día de la Ascensión de 1573, pocos minutos después de que los fieles y los clérigos abandonasen el templo en procesión. Había sido diseñada por el arquitecto Jean Vast y su construcción se inició en 1566. Ciento cinco metros medía desde la bóveda del crucero hasta la cruz que la coronaba. Un primer tramo, apoyado sobre los cuatro arcos del crucero y con ventanas caladas, inaugura los primeros 15 metros de la flecha; el segundo piso, de 20 metros de altura, era de planta octogonal; un tercer tramo de 16 metros, también octogonal, se elevaba sobre el segundo piso; finalmente, un remate de madera cubierta de plomo cerraba la torre, que fue terminada en 1569, cuatro años antes de su desplome.

## Interior de la catedral
En este estilo radiante se da una gran importancia a la iluminación interior del edificio, por lo que los muros se cubren con extensas vidrieras que dejan entrar la luz a raudales. La teoría dice que la inclusión de estas vidrieras entra en conflicto con la altura del edificio, ya que esos grandes ventanales reducen la capacidad de carga de los muros y por tanto la altura que pueden alcanzar; sin embargo, esto no se cumple en Beauvais, que tiene, de hecho, la bóveda más alta construida hasta la fecha.

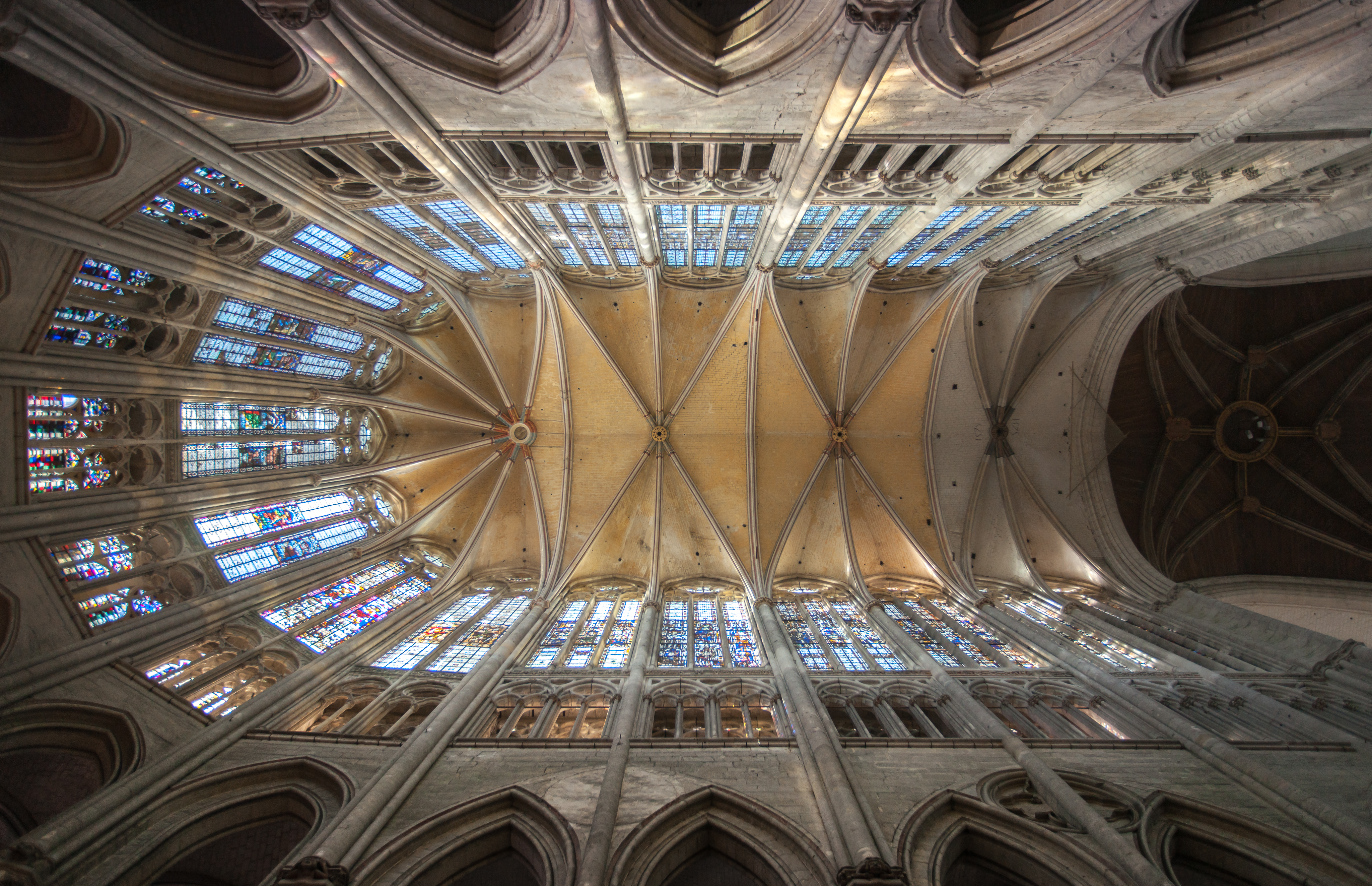
Bóveda del coro.

Los edificios góticos se caracterizan por una gran esbeltez y la catedral de Beauvais es uno de los máximos exponentes de esta característica dada su imponente altura. Las esbeltas columnas y pilares de la estructura sostienen los altos muros que se ven rematados por bóvedas de crucería. En el coro observamos otra de las características propias del Gótico: la hipertrofia de esta zona hasta el crucero, debida al aumento del número de canónigos en las catedrales.

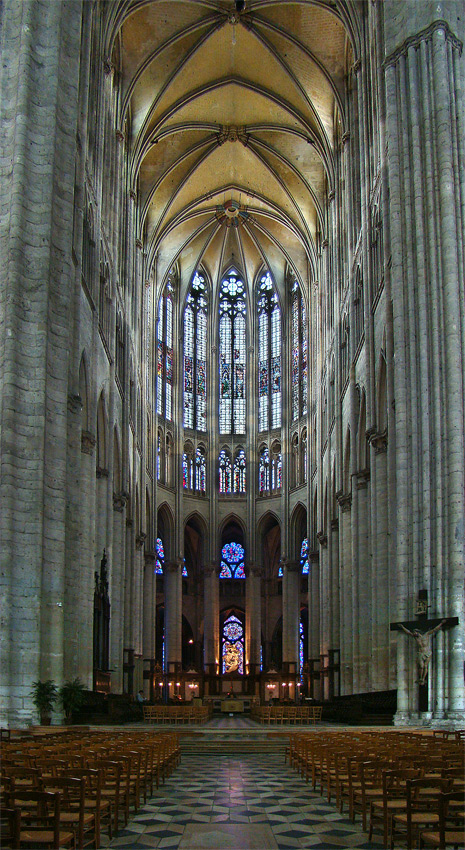
El coro.

La disposición de los elementos en los muros sigue el esquema clásico del Gótico: inmediatamente sobre la arcada del coro se sitúa el triforio y sobre este el claristorio. El triforio consta de series de ventanas geminadas rematadas por una roseta, mientras que las ventanas del claristorio se disponen en grupos de tres vanos de mayor altura (lo que les da un aspecto más estilizado) y también coronadas por una roseta.
Las imponentes vidrieras que tapan los vanos se elevan desde el suelo de la catedral hasta la bóveda generando una iluminación que hace justicia al término radiante que da nombre al estilo. En estas vidrieras, que datan del siglo XVI, se representan diversos motivos, desde los geométricos hasta aquellos relacionados con hitos de la cristiandad. En el centro del rosetón sur se halla una imagen de Dios Padre. Otra serie de vidrieras representa a diez profetas, diez apóstoles y diez sibilas. Son numerosas las vidrieras que ilustran escenas de la vida de Jesucristo: Nacimiento, Huida a Egipto, Adoración de los Magos, Presentación en el Templo, la Matanza de los Inocentes, Jesús caminando sobre las aguas o la Crucifixión.
Las siete capillas absidiales del deambulatorio están dedicadas a sendas figuras importantes del cristianismo. Comenzado por la capilla sur y avanzando hacia el norte, las capillas están consagradas a san Vicente, san Antonio, san José, la Virgen (capilla central), santa Ana, san Luciano y santa Juana de Arco. Existen otra serie de capillas en la catedral: en la zona sur del transepto se sitúa la capilla de los Muertos y en la zona norte la capilla del Sagrado Corazón; en el muro sur del coro encontramos la capilla de las Fuentes Bautismales y la de Santa Agadréme, mientras que en el muro norte hay una figura de santa Teresa.
Aparte de las capillas, en el interior encontramos una serie de elementos interesantes. En el muro norte del coro se sitúa el  reloj astronómico; este mecanismo está compuesto por 90.000 piezas y 52 esferas y fue instalado entre 1865 y 1868 por Louis-Auguste Vérité; el reloj indica el paso de las estaciones, la duración de los días y las noches, etc. Existe cerca del reloj astronómico otro reloj, esta vez de época medieval, que posee una escalera para acceder a su mecanismo.

## Problemas estructurales de la catedral

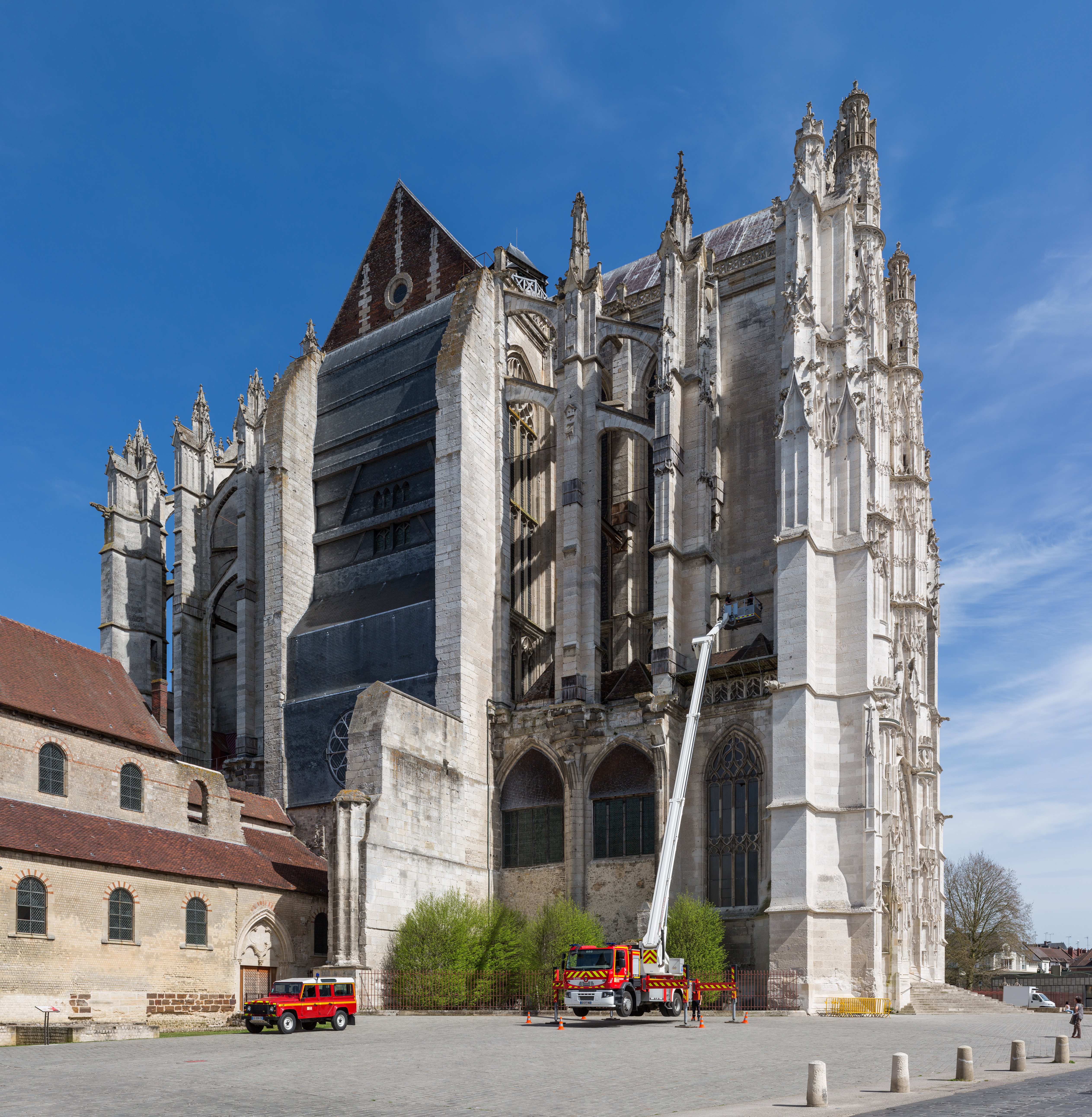
La catedral está inacabada, como se observa en esta fotografía.

La catedral de Beauvais fue concebida para convertirse en todo un hito arquitectónico de su época. La intención de elevar las bóvedas hasta alturas nunca antes alcanzadas originó una serie de problemas en la estructura que hicieron que partes de la catedral llegasen al derrumbe. Aún hoy la estructura del edificio peligra; esta ha sido reforzada mediante soluciones de urgencia provisionales hasta que se decida una solución definitiva satisfactoria.
La ambición por llegar más alto fue la razón principal por la que el edificio quedó inconcluso. El primer derrumbe en la catedral tuvo lugar en 1284, doce años después de que concluyese la primera etapa de su construcción: dos contrafuertes del ábside cedieron, cayendo con ellos parte de la bóveda del coro. Las razones del colapso se desconocen, la catedral se había mantenido en buenas condiciones durante esos doce años y no se tiene evidencia de ningún terremoto ni tormenta que pudiera haberla afectado; es por esto por lo que la cuestión es aún objeto de debate. En esta reconstrucción se elevó el coro hasta la misma altura con la inclusión de un mayor número de columnas en el ábside como refuerzo.

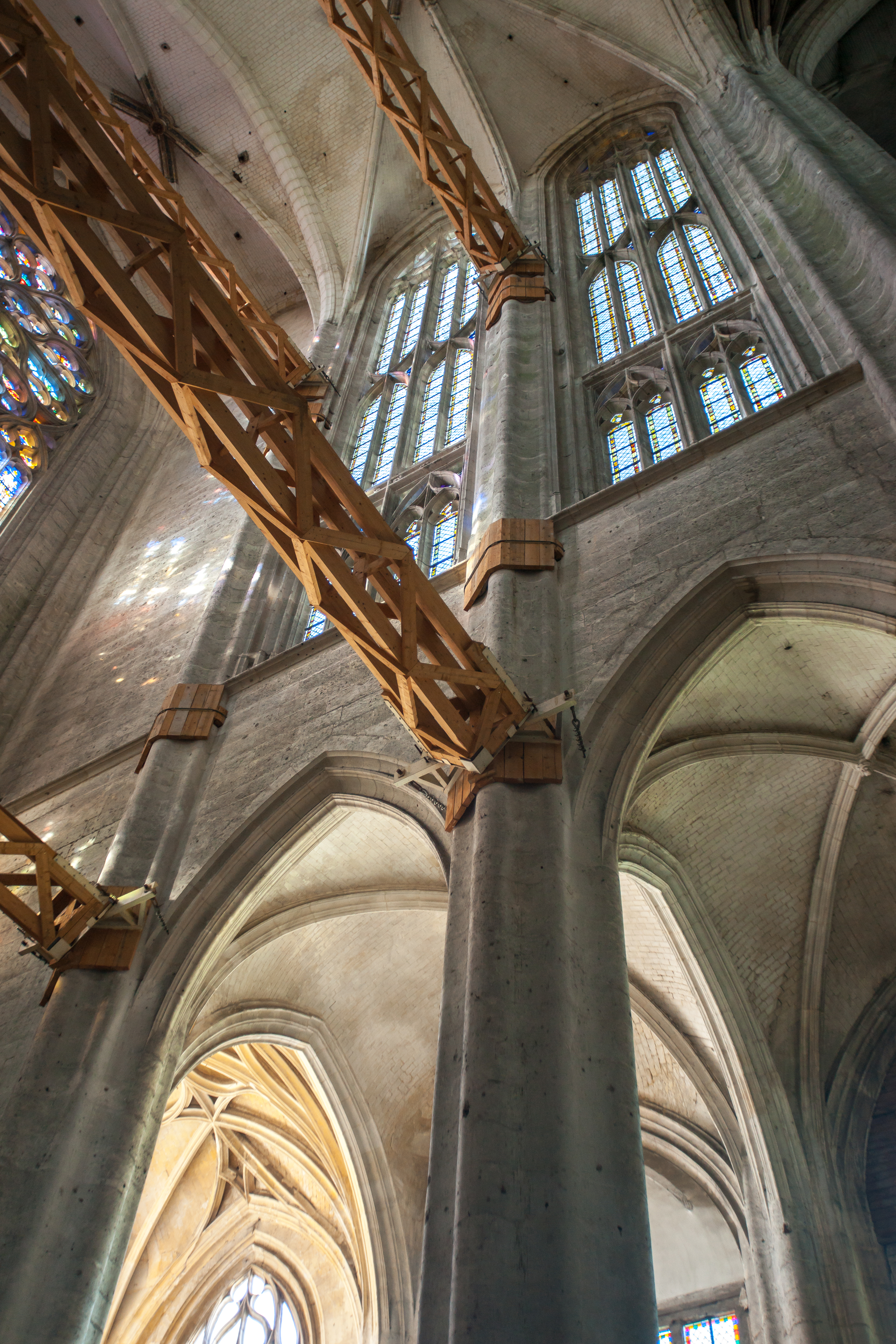
Soportes interiores del transepto.

El segundo derrumbe tuvo lugar en 1573. Durante este año se derrumbó la torre erigida sobre el crucero, sostenida por las bóvedas del transepto. Esta torre debía alcanzar una altura de 153 metros, pero cayó y nunca volvió a acometerse su construcción. Tras este derrumbe, además, se abandonó el proyecto de la nave que debía completar la obra. La ausencia de la nave resta estabilidad a la estructura.
En algún momento desconocido de su construcción, los problemas estructurales de la catedral motivaron la inclusión de una serie de abrazaderas de hierro que unían los contrafuertes. Estas abrazaderas fueron eliminadas en la década de 1960 al considerarse superfluas. Sin embargo, al retirar las abrazaderas, los problemas ocasionados por las oscilaciones originadas por el viento se incrementaron, llegando a separar parcialmente el coro del transepto. Las abrazaderas fueron recolocadas, esta vez fabricadas en acero, lo que ha ocasionado un nuevo problema: la mayor rigidez del acero sobre el hierro ha restado elasticidad a la estructura, lo que ha motivado la aparición de grietas en la misma.
Otro problema estructural sobrevino en el transepto: para prevenir el inminente colapso del mismo hubo que colocar en la década de 1990 una serie de vigas de madera y acero. Además de estas vigas, una gran estructura ubicada también en el transepto sirve de apoyo a las columnas que sostienen la bóveda. Como ya se ha mencionado, estas soluciones son provisionales hasta que los estudios concluyan una solución definitiva.

## Cifras
- Longitud interior del transepto: 58,6 m.
- Longitud del coro: 47 m.
- Altura exterior: 67 m (las torres de Notre-Dame de París alcanzan los 69 metros).
- Altura de la fachada meridional: 64,4 m.
- Altura del coro: 48 m (récord mundial en una catedral gótica; comparándola con otras: Palma de Mallorca 44 m, Amiens 42,3 m; Metz 41,41 m; Reims 38 m; Bourges 37,5 m).
- Diámetro de los rosetones norte y sur: 11 m.
- Altura de los tres niveles del coro:
  - Arcada: 21,2 m.
  - Triforio: 4 m.
  - Claristorio: 17 m.
- Altura de la flecha (desplomada en 1573): 151,6 m.